# Comuna Nadejdîne, Prîazovske
Nadejdîne (în ucraineană Надеждине) este o comună în raionul Prîazovske, regiunea Zaporijjea, Ucraina, formată din satele Nadejdîne (reședința) și Volna.

## Demografie
Componența lingvistică a comunei Nadejdîne
     Rusă (65,75%)
     Ucraineană (27,54%)
     Bulgară (6,54%)
     Alte limbi (0,17%)
Conform recensământului din 2001, majoritatea populației comunei Nadejdîne era vorbitoare de rusă (65,75%), existând în minoritate și vorbitori de ucraineană (27,54%) și bulgară (6,54%).